# Sarah, Princesa Herdeira de Brunei
Sarah, Princesa Herdeira de Brunei (9 de abril de 1987) é a esposa de Al-Muhtadee Billah, o príncipe herdeiro de Brunei. Como a filha de um membro distante da família real, ela foi considerada como uma plebeia. Enquanto participava de um curso pré-universitário aos 17 anos, ela se casou com o príncipe herdeiro. O casal tem três filhos.

## Início da vida
Sarah nasceu na Raja Isteri Anak Saleha Hospital, Bandar Seri Begawan, a única filha de Pengiran Salleh Abdul Rahaman Pengiran Damit e Dayang Rinawaty Abdullah (nascida Suzanne Aeby). Seu pai é um membro distante da família real. Sua mãe é uma enfermeira que trabalhava no Raja Isteri Anak Saleha Hospital. Seus dois irmãos mais velhos são Awangku Irwan e Awangku Adrian.   

## Títulos e estilos
- 9 de abril de 1987 - 9 de setembro de 2004: Dayangku Sarah binti Pengiran Salleh
- 9 de setembro de 2004 - presente: Sua Alteza Real a Princesa Herdeira de Brunei

## Casamento e filhos
Em 9 de setembro de 2004, ela se casou com o príncipe herdeiro Al-Muhtadee Billah. A cerimônia, apelidada de "casamento asiático do ano", teve a participação de dignitários, incluindo membros de famílias reais estrangeiras e chefes de governo. Após a bersanding cerimônia, o casal real foram conduzidos em um ouro de topo aberto Rolls-Royce através Bandar Seri Begawan, onde foram recebidos por multidões ao longo das ruas.
Em 17 de março de 2007, Sarah deu à luz o casal do primeiro filho e futuro herdeiro, Pengiran Muda Abdul Muntaqim na Raja Isteri Anak Saleha Hospital. Sua filha, Pengiran Anak Muneerah Madhul, nasceu em 2 de janeiro de 2011, e um segundo filho Muhammad Aiman nasceu em 7 de junho de 2015.   